# Oribatula granulata
Oribatula granulata är en kvalsterart som först beskrevs av Kunst 1958.  Oribatula granulata ingår i släktet Oribatula och familjen Oribatulidae. Inga underarter finns listade i Catalogue of Life.